# 昂日 (瓦兹省)
昂日（法語：Angy，法語發音：[ɑ̃ʒi]）是法国瓦兹省的一个市镇，位于该省中部偏南，属于克莱蒙区。

## 地理
昂日（49°19'46"N, 2°19'41"E）面积3.6 平方千米，位于法国上法蘭西大區瓦兹省，该省份为法国北部内陆省份，北起索姆省，西接厄尔省和滨海塞纳省，南至塞纳-马恩省和瓦兹河谷省，东临埃纳省。
与昂日接壤的市镇（或旧市镇、城区）包括：蒂里苏克莱蒙、昂萨克、比里、翁丹维尔、穆伊。

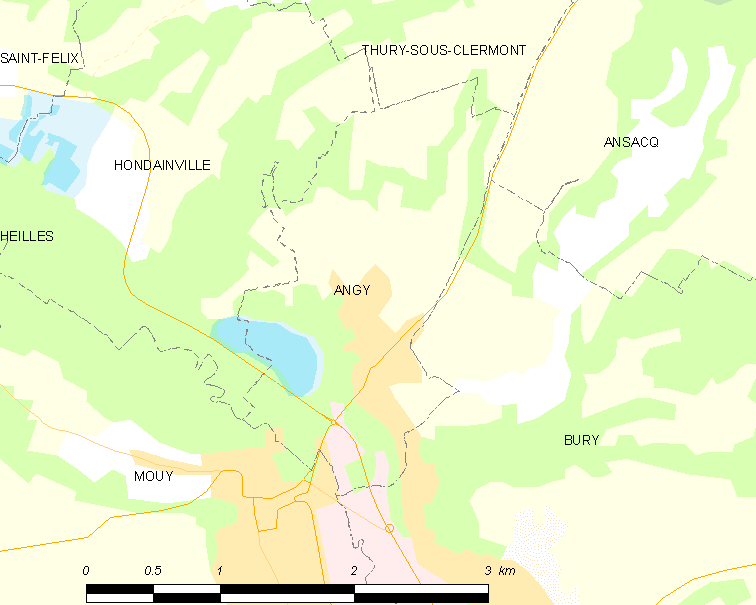
的OSM定位图

昂日的时区为UTC+01:00、UTC+02:00（夏令时）。

## 行政
昂日的邮政编码为60250，INSEE市镇编码为60015。

## 政治
昂日所属的省级选区为穆伊县。

## 人口

1962-2008年间人口变化图示

昂日于2022年1月1日时的人口数量为1129人。